# Llista de topònims d'Albanyà
Llista de topònims (noms propis de lloc) del municipi de Albanyà, a l'Alt Empordà
Informació actualitzada per un bot. Els canvis manuals es perdran quan s'actualitzi!

## abric rocós
| imatge | Nom                    | Ubicat a | instància de | Detalls | coordenades                                                         | Protecció | Commons (més fotos) | Dades a WD                    |
| ------ | ---------------------- | -------- | ------------ | ------- | ------------------------------------------------------------------- | --------- | ------------------- | ----------------------------- |
|        | Balma Polvora          | Albanyà  | abric rocós  |         | 42° 19′ 49″ N, 2° 39′ 35″ E / 42.3301630740259°N,2.65963564237867°E |           |                     | Modifica les dades a Wikidata |
|        | Balma d'en Birol       | Albanyà  | abric rocós  |         | 42° 15′ 56″ N, 2° 39′ 54″ E / 42.2656585092271°N,2.66497844794575°E |           |                     | Modifica les dades a Wikidata |
|        | Balma de les Mosqueres | Albanyà  | abric rocós  |         | 42° 20′ 20″ N, 2° 42′ 36″ E / 42.3387584276905°N,2.71006452458409°E |           |                     | Modifica les dades a Wikidata |
|        | Balma del Senglar      | Albanyà  | abric rocós  |         | 42° 19′ 41″ N, 2° 39′ 41″ E / 42.3279258283758°N,2.66141973754962°E |           |                     | Modifica les dades a Wikidata |
|        | Balmes del Pal         | Albanyà  | abric rocós  |         | 42° 20′ 13″ N, 2° 40′ 12″ E / 42.3369751297818°N,2.67005055476205°E |           |                     | Modifica les dades a Wikidata |
|        | les Balmes             | Albanyà  | abric rocós  |         | 42° 20′ 16″ N, 2° 40′ 49″ E / 42.3376615564119°N,2.68028022224564°E |           |                     | Modifica les dades a Wikidata |

## cabana
| imatge | Nom                | Ubicat a | instància de | Detalls | coordenades                                                         | Protecció | Commons (més fotos) | Dades a WD                    |
| ------ | ------------------ | -------- | ------------ | ------- | ------------------------------------------------------------------- | --------- | ------------------- | ----------------------------- |
|        | Can Sobirós        | Albanyà  | cabana       |         | 42° 15′ 18″ N, 2° 42′ 26″ E / 42.2551107031437°N,2.70721106912436°E |           |                     | Modifica les dades a Wikidata |
|        | cobert d'en Duardo | Albanyà  | cabana       |         | 42° 18′ 24″ N, 2° 44′ 09″ E / 42.3067316172973°N,2.73576395656349°E |           |                     | Modifica les dades a Wikidata |

## castell
| imatge | Nom                 | Ubicat a                    | instància de | Detalls       | coordenades                                                                            | Protecció | Commons (més fotos) | Dades a WD                    |
| ------ | ------------------- | --------------------------- | ------------ | ------------- | -------------------------------------------------------------------------------------- | --------- | ------------------- | ----------------------------- |
|        | castell d'Arget     | Albanyà                     | castell      |               | 42° 20′ 58″ N, 2° 41′ 26″ E / 42.3493794468576°N,2.69046814433238°E                    |           |                     | Modifica les dades a Wikidata |
|        | castell de Grillera | Albanyà Maçanet de Cabrenys | castell      | Estat: ruïnós | 42° 21′ 36″ N, 2° 42′ 13″ E / 42.360109°N,2.703688°E Castell de Bac Grillera 1060 msnm |           |                     | Modifica les dades a Wikidata |
|        | castell de Menera   | Albanyà                     | castell      |               | 42° 17′ 51″ N, 2° 38′ 48″ E / 42.2974765094968°N,2.64666131519693°E                    |           |                     | Modifica les dades a Wikidata |

## collada
| imatge | Nom                   | Ubicat a                      | instància de | Detalls | coordenades                                                      | Protecció | Commons (més fotos) | Dades a WD                    |
| ------ | --------------------- | ----------------------------- | ------------ | ------- | ---------------------------------------------------------------- | --------- | ------------------- | ----------------------------- |
|        | Coll Pregon           | la Menera Albanyà             | collada      |         | 42° 20′ 26″ N, 2° 32′ 57″ E / 42.340438°N,2.549296°E 1150.2 msnm |           |                     | Modifica les dades a Wikidata |
|        | Coll de la Muga       | la Menera Serrallonga Albanyà | collada      |         | 42° 21′ 25″ N, 2° 33′ 41″ E / 42.356956°N,2.561453°E 1225.7 msnm |           |                     | Modifica les dades a Wikidata |
|        | Coll de les Falgueres | la Menera Albanyà             | collada      |         | 42° 20′ 18″ N, 2° 32′ 40″ E / 42.33834°N,2.54432°E 1132.7 msnm   |           |                     | Modifica les dades a Wikidata |
|        | Coll del Llistonar    | la Menera Albanyà             | collada      |         | 42° 20′ 45″ N, 2° 33′ 14″ E / 42.345778°N,2.553772°E 1086.9 msnm |           |                     | Modifica les dades a Wikidata |
|        | Coll del Perer        | la Menera Albanyà             | collada      |         | 42° 20′ 25″ N, 2° 32′ 58″ E / 42.340276°N,2.54942°E 1116.5 msnm  |           |                     | Modifica les dades a Wikidata |
|        | Coll dels Horts       | Albanyà Maçanet de Cabrenys   | collada      |         | 42° 22′ 03″ N, 2° 40′ 47″ E / 42.36761°N,2.67963°E 760 msnm      |           |                     | Modifica les dades a Wikidata |
|        | Collada d'en Proi     | Costoja Albanyà               | collada      |         | 42° 22′ 41″ N, 2° 39′ 39″ E / 42.378039°N,2.660847°E 989 msnm    |           |                     | Modifica les dades a Wikidata |

## curs d'aigua
| imatge | Nom       | Ubicat a                              | instància de | Detalls                                               | coordenades | Protecció | Commons (més fotos) | Dades a WD                    |
| ------ | --------- | ------------------------------------- | ------------ | ----------------------------------------------------- | --- | --------- | ------------------- | ----------------------------- |
|        | Borró     | Albanyà Sales de Llierca Sant Ferriol | curs d'aigua | Llarg: 14km                                           | 42° 18′ 09″ N, 2° 39′ 24″ E / 42.30246667°N,2.65666944°E                                                               |           | Riu Borró           | Modifica les dades a Wikidata |
|        | Manol     | Alt Empordà                           | curs d'aigua | Desemboca: Muga Llarg: 40km Conca: 150km²             | 42° 16′ 29″ N, 3° 01′ 33″ E / 42.2747°N,3.02589°E 48 msnm                                                              |           | Manol               | Modifica les dades a Wikidata |
|        | Muga      | Comarques gironines                   | curs d'aigua | Desemboca: mar Mediterrània Llarg: 70km Conca: 961km² | 42° 21′ 23″ N, 2° 34′ 01″ E / 42.356279°N,2.567071°E 42° 14′ 07″ N, 3° 07′ 31″ E / 42.235380930036°N,3.1252241134644°E |           | Muga                | Modifica les dades a Wikidata |
|        | riu Major | Costoja Albanyà                       | curs d'aigua | Llarg: 5km                                            | 42° 21′ 32″ N, 2° 40′ 27″ E / 42.35877°N,2.6741°E                                                                      |           |                     | Modifica les dades a Wikidata |

## edifici
| imatge | Nom                             | Ubicat a | instància de | Detalls                      | coordenades                                         | Protecció                                  | Commons (més fotos) | Dades a WD                    |
| ------ | ------------------------------- | -------- | ------------ | ---------------------------- | --------------------------------------------------- | ------------------------------------------ | ------------------- | ----------------------------- |
|        | Antiga rectoria                 | Albanyà  | edifici      | Estil: arquitectura popular  | 42° 18′ 16″ N, 2° 43′ 11″ E / 42.304514°N,2.71973°E | bé integrant del patrimoni cultural català |                     | Modifica les dades a Wikidata |
|        | Casal i colomar del Bertran     | Albanyà  | edifici      | Estil: arquitectura popular  | 42° 19′ 34″ N, 2° 42′ 18″ E / 42.32599°N,2.70503°E  | bé integrant del patrimoni cultural català |                     | Modifica les dades a Wikidata |
|        | Restes del castell de Bassegoda | Albanyà  | edifici      | Estil: arquitectura romànica | 42° 18′ 42″ N, 2° 38′ 44″ E / 42.31174°N,2.64558°E  | bé integrant del patrimoni cultural català |                     | Modifica les dades a Wikidata |

## entitat singular de població
| imatge | Nom          | Ubicat a | instància de                                                                   | Detalls | coordenades                                                                                            | Protecció | Commons (més fotos) | Dades a WD                    |
| ------ | ------------ | -------- | ------------------------------------------------------------------------------ | ------- | --- | --------- | ------------------- | ----------------------------- |
|        | Albanyà      | Albanyà  | entitat singular de població ens local històric de Catalunya capital municipal | 99 hab  | 42° 18′ 17″ N, 2° 43′ 11″ E / 42.304726°N,2.719681°E 234 msnm                                          |           |                     | Modifica les dades a Wikidata |
|        | Bassegoda    | Albanyà  | entitat singular de població ens local històric de Catalunya                   | 2 hab   | 42° 18′ 42″ N, 2° 38′ 43″ E / 42.311616°N,2.64535°E 816 msnm                                           |           | Bassegoda (poble)   | Modifica les dades a Wikidata |
|        | Carbonills   | Albanyà  | entitat singular de població ens local històric de Catalunya                   | 3 hab   | 42° 20′ 13″ N, 2° 43′ 25″ E / 42.3368283630245°N,2.72353547276115°E 629 msnm                           |           |                     | Modifica les dades a Wikidata |
|        | Corsavell    | Albanyà  | entitat singular de població despoblat ens local històric de Catalunya         | 0 hab   | 42° 18′ 44″ N, 2° 39′ 50″ E / 42.312227931166°N,2.663966956603°E 624 msnm                              |           |                     | Modifica les dades a Wikidata |
|        | Lliurona     | Albanyà  | entitat singular de població ens local històric de Catalunya                   | 45 hab  | 42° 17′ 39″ N, 2° 41′ 16″ E / 42.2942°N,2.687739°E ca:Veïnat de Lliurona. Accés des d'Albanyà 840 msnm |           | Lliurona            | Modifica les dades a Wikidata |
|        | Molí de Baix | Albanyà  | entitat singular de població                                                   | 12 hab  | 42° 18′ 17″ N, 2° 43′ 05″ E / 42.30485043°N,2.717984319°E 259.373 msnm                                 |           |                     | Modifica les dades a Wikidata |
|        | Molí de Dalt | Albanyà  | entitat singular de població                                                   | 6 hab   | 42° 18′ 20″ N, 2° 43′ 08″ E / 42.30567167°N,2.718939185°E 252.55 msnm                                  |           |                     | Modifica les dades a Wikidata |
|        | Pincaró      | Albanyà  | entitat singular de població ens local històric de Catalunya                   | 0 hab   | 42° 20′ 05″ N, 2° 40′ 35″ E / 42.334805555556°N,2.6763611111111°E 421 msnm                             |           |                     | Modifica les dades a Wikidata |
|        | Ribelles     | Albanyà  | entitat singular de població ens local històric de Catalunya                   | 0 hab   | 42° 19′ 59″ N, 2° 35′ 29″ E / 42.333166666667°N,2.5915°E 758.366 msnm                                  |           |                     | Modifica les dades a Wikidata |
|        | Sous         | Albanyà  | entitat singular de població ens local històric de Catalunya                   | 0 hab   | 42° 15′ 16″ N, 2° 42′ 54″ E / 42.254555555556°N,2.7148888888889°E 855 msnm                             |           | Sous (Albanyà)      | Modifica les dades a Wikidata |

## església
| imatge | Nom                       | Ubicat a          | instància de                  | Detalls                                                               | coordenades | Protecció                                  | Commons (més fotos)               | Dades a WD                    |
| ------ | ------------------------- | ----------------- | ----------------------------- | --------------------------------------------------------------------- | --- | ------------------------------------------ | --------------------------------- | ----------------------------- |
|        | Mare de Déu del Mont      | Albanyà           | església                      | Estil: arquitectura romànica arquitectura gòtica arquitectura popular | 42° 15′ 32″ N, 2° 42′ 21″ E / 42.258817°N,2.705897°E                                                                                                 | bé integrant del patrimoni cultural català | Mare de Déu del Mont              | Modifica les dades a Wikidata |
|        | Sant Andreu de Llorona    | Albanyà           | església edifici històric     | Estil: arquitectura romànica                                          | 42° 17′ 39″ N, 2° 41′ 16″ E / 42.2942°N,2.68774°E | bé integrant del patrimoni cultural català | Sant Andreu de Lliurona           | Modifica les dades a Wikidata |
|        | Sant Bartomeu de Pincaró  | Albanyà Pincaró   | església                      | Estil: arquitectura romànica 12nd century                             | 42° 20′ 05″ N, 2° 40′ 35″ E / 42.33476°N,2.676477°E ca:Veïnat de Pincaró 421 msnm                                                                    | bé integrant del patrimoni cultural català | Sant Bartomeu de Pincaró          | Modifica les dades a Wikidata |
|        | Sant Corneli de Ribelles  | Albanyà Ribelles  | església                      | Estil: arquitectura romànica                                          | 42° 20′ 53″ N, 2° 35′ 57″ E / 42.3481°N,2.59928°E 737 msnm                                                                                           | bé integrant del patrimoni cultural català | Sant Corneli de Ribelles          | Modifica les dades a Wikidata |
|        | Sant Cristòfol dels Horts | Albanyà els Horts | església                      | Estil: arquitectura romànica 11st century                             | 42° 21′ 40″ N, 2° 40′ 47″ E / 42.3611°N,2.67967°E ca:Veïnat dels Horts 726 msnm                                                                      | bé integrant del patrimoni cultural català | Sant Cristòfol dels Horts         | Modifica les dades a Wikidata |
|        | Sant Feliu de Carbonils   | Albanyà           | església                      | Estil: arquitectura romànica art preromànic                           | 42° 20′ 11″ N, 2° 43′ 26″ E / 42.3364°N,2.72381°E 638 msnm                                                                                           | bé integrant del patrimoni cultural català | Sant Feliu de Carbonils           | Modifica les dades a Wikidata |
|        | Sant Joan de Bossols      | Albanyà           | església edifici històric     | Estil: arquitectura gòtica 14th century                               | 42° 19′ 12″ N, 2° 40′ 35″ E / 42.32°N,2.67625°E ca:A la banda de llevant del puig de Mussols, prop de Bassegoda 905 msnm                             | bé integrant del patrimoni cultural català | Sant Joan de Bossols              | Modifica les dades a Wikidata |
|        | Sant Julià de Ribelles    | Albanyà Ribelles  | església                      | Estil: arquitectura romànica                                          | 42° 20′ 00″ N, 2° 35′ 30″ E / 42.3333°N,2.59171°E ca:Pista forestal dels Torrents al Coll del Principi fins al Mas la Comella, cal arribar-hi a peu. | bé integrant del patrimoni cultural català | Sant Julià de Ribelles            | Modifica les dades a Wikidata |
|        | Sant Llorenç de Sous      | Albanyà           | església                      | Estil: arquitectura popular                                           | 42° 15′ 17″ N, 2° 42′ 55″ E / 42.2547°N,2.71517°E | bé integrant del patrimoni cultural català | Sant Llorenç de Sous              | Modifica les dades a Wikidata |
|        | Sant Llorenç del Mont     | Albanyà           | església monestir             | Estil: arquitectura romànica                                          | 42° 15′ 17″ N, 2° 42′ 54″ E / 42.2548°N,2.71494°E | bé integrant del patrimoni cultural català | Monestir de Sant Llorenç del Mont | Modifica les dades a Wikidata |
|        | Sant Martí de Corsavell   | Albanyà Corsavell | església                      | Estil: arquitectura romànica                                          | 42° 18′ 46″ N, 2° 39′ 52″ E / 42.3127°N,2.66458°E ca:Camí que surt de l'esquerra de la ctra. d'Albanyà a Bassegoda 605 msnm                          | bé integrant del patrimoni cultural català | Sant Martí de Corsavell           | Modifica les dades a Wikidata |
|        | Sant Miquel de Bassegoda  | Albanyà           | església                      | Estil: arquitectura romànica                                          | 42° 18′ 42″ N, 2° 38′ 45″ E / 42.3117°N,2.6459°E ca:Accés per pista forestal des d'Albanyà 815 msnm                                                  | bé integrant del patrimoni cultural català | Sant Miquel de Bassegoda          | Modifica les dades a Wikidata |
|        | Sant Pere d'Albanyà       | Albanyà           | església                      | Estil: arquitectura romànica 12nd century                             | 42° 18′ 16″ N, 2° 43′ 12″ E / 42.30453°N,2.719957°E ca:Pl. Major 234 msnm                                                                            | bé integrant del patrimoni cultural català | Sant Pere d'Albanyà               | Modifica les dades a Wikidata |
|        | Sant Vicenç de Principi   | Albanyà           | església                      | Estil: arquitectura romànica Estat: ruïnós                            | 42° 19′ 08″ N, 2° 36′ 45″ E / 42.319°N,2.61261°E 946 msnm                                                                                            | bé integrant del patrimoni cultural català |                                   | Modifica les dades a Wikidata |
|        | Santa Maria de la Fau     | Albanyà           | església jaciment arqueològic | Estil: arquitectura popular 15th century                              | 42° 21′ 22″ N, 2° 42′ 52″ E / 42.356°N,2.71457°E ca:Collada del Fau, serra del Bac de Grillera 956 msnm                                              | bé integrant del patrimoni cultural català | Santa Maria de la Fau             | Modifica les dades a Wikidata |

## font
| imatge | Nom                        | Ubicat a | instància de | Detalls                     | coordenades                                                         | Protecció                                  | Commons (més fotos)        | Dades a WD                    |
| ------ | -------------------------- | -------- | ------------ | --------------------------- | ------------------------------------------------------------------- | ------------------------------------------ | -------------------------- | ----------------------------- |
|        | Font i safareig de Can Nou | Albanyà  | font         | Estil: arquitectura popular | 42° 18′ 41″ N, 2° 39′ 07″ E / 42.311485°N,2.651894°E                | bé integrant del patrimoni cultural català | Font i safareig de Can Nou | Modifica les dades a Wikidata |
|        | font de Forcanera          | Albanyà  | font         |                             | 42° 20′ 15″ N, 2° 39′ 32″ E / 42.337430156662°N,2.6589772341541°E   |                                            |                            | Modifica les dades a Wikidata |
|        | font de Pòlit              | Albanyà  | font         |                             | 42° 20′ 18″ N, 2° 33′ 05″ E / 42.3384546706731°N,2.55141818715504°E |                                            |                            | Modifica les dades a Wikidata |
|        | font del Soler             | Albanyà  | font         |                             | 42° 21′ 30″ N, 2° 40′ 51″ E / 42.358206616781°N,2.6807221923271°E   |                                            |                            | Modifica les dades a Wikidata |

## indret
| imatge | Nom                 | Ubicat a | instància de | Detalls | coordenades                                                    | Protecció | Commons (més fotos) | Dades a WD                    |
| ------ | ------------------- | -------- | ------------ | ------- | -------------------------------------------------------------- | --------- | ------------------- | ----------------------------- |
|        | Cingles d'en Parada | Albanyà  | indret       |         | 42° 17′ 51″ N, 2° 42′ 14″ E / 42.2976°N,2.70385°E 650 msnm     |           |                     | Modifica les dades a Wikidata |
|        | Pla d'Estanys       | Albanyà  | indret       |         | 42° 16′ 33″ N, 2° 41′ 49″ E / 42.2758°N,2.69694°E 1010 msnm    |           |                     | Modifica les dades a Wikidata |
|        | Pla de la Muga      | Albanyà  | indret       |         | 42° 21′ 16″ N, 2° 34′ 01″ E / 42.354505°N,2.567041°E 1203 msnm |           | Pla de la Muga      | Modifica les dades a Wikidata |

## masia
| imatge | Nom                   | Ubicat a           | instància de     | Detalls                                  | coordenades                                                                        | Protecció                                            | Commons (més fotos)  | Dades a WD                    |
| ------ | --------------------- | ------------------ | ---------------- | ---------------------------------------- | ---------------------------------------------------------------------------------- | ---------------------------------------------------- | -------------------- | ----------------------------- |
|        | Antic Casal de Morató | Albanyà            | masia            | Estil: arquitectura popular              | 42° 19′ 56″ N, 2° 34′ 15″ E / 42.3323°N,2.57095°E                                  | bé integrant del patrimoni cultural català           |                      | Modifica les dades a Wikidata |
|        | Ca n'Endelós          | Albanyà            | masia            |                                          | 42° 17′ 21″ N, 2° 41′ 24″ E / 42.2890639790367°N,2.68999943836321°E                |                                                      |                      | Modifica les dades a Wikidata |
|        | Ca n'Iglésies         | Albanyà            | masia            |                                          | 42° 17′ 20″ N, 2° 41′ 18″ E / 42.288969381319°N,2.68832599787426°E                 |                                                      |                      | Modifica les dades a Wikidata |
|        | Cal Coix              | Albanyà            | masia            |                                          | 42° 19′ 55″ N, 2° 36′ 40″ E / 42.3320080465919°N,2.61108582684323°E                |                                                      |                      | Modifica les dades a Wikidata |
|        | Cal Domer             | Albanyà            | masia            |                                          | 42° 19′ 51″ N, 2° 34′ 34″ E / 42.330956682574°N,2.57617187126646°E                 |                                                      |                      | Modifica les dades a Wikidata |
|        | Cal Ferrer            | Albanyà            | masia            |                                          | 42° 17′ 20″ N, 2° 41′ 28″ E / 42.2887519405626°N,2.69117754925746°E                |                                                      |                      | Modifica les dades a Wikidata |
|        | Cal Minaire           | Albanyà            | masia            |                                          | 42° 17′ 19″ N, 2° 41′ 25″ E / 42.2886143960147°N,2.69026849558675°E                |                                                      |                      | Modifica les dades a Wikidata |
|        | Cal Rosset            | Albanyà            | masia            |                                          | 42° 17′ 16″ N, 2° 41′ 18″ E / 42.2878347141378°N,2.68836797989065°E                |                                                      |                      | Modifica les dades a Wikidata |
|        | Camp del Roc          | Albanyà            | masia            |                                          | 42° 19′ 23″ N, 2° 34′ 04″ E / 42.3231708422183°N,2.56771659018704°E                |                                                      |                      | Modifica les dades a Wikidata |
|        | Camparràs             | Albanyà            | masia            |                                          | 42° 17′ 45″ N, 2° 41′ 48″ E / 42.2957915087315°N,2.69669917908484°E                |                                                      |                      | Modifica les dades a Wikidata |
|        | Can Badosa            | Albanyà            | masia            |                                          | 42° 18′ 31″ N, 2° 42′ 51″ E / 42.3087333256136°N,2.71420641965626°E                |                                                      |                      | Modifica les dades a Wikidata |
|        | Can Boac              | Albanyà            | masia            |                                          | 42° 19′ 25″ N, 2° 36′ 13″ E / 42.3235711934771°N,2.60374674041455°E                |                                                      |                      | Modifica les dades a Wikidata |
|        | Can Bosc              | Albanyà            | masia            |                                          | 42° 16′ 14″ N, 2° 40′ 18″ E / 42.2706763876224°N,2.67169406092032°E                |                                                      |                      | Modifica les dades a Wikidata |
|        | Can Cariquetes        | Albanyà Carbonills | masia            |                                          | 42° 20′ 11″ N, 2° 41′ 49″ E / 42.33631°N,2.696819°E                                |                                                      |                      | Modifica les dades a Wikidata |
|        | Can Costa             | Albanyà            | masia            |                                          | 42° 18′ 10″ N, 2° 42′ 55″ E / 42.302810014686°N,2.71531299348532°E                 |                                                      |                      | Modifica les dades a Wikidata |
|        | Can Cureia            | Albanyà            | masia            |                                          | 42° 18′ 36″ N, 2° 38′ 22″ E / 42.3100987866685°N,2.63946819253807°E                |                                                      |                      | Modifica les dades a Wikidata |
|        | Can Favars            | Albanyà            | masia            |                                          | 42° 18′ 36″ N, 2° 41′ 10″ E / 42.3101280673724°N,2.68618315598664°E                |                                                      |                      | Modifica les dades a Wikidata |
|        | Can Ferrers           | Albanyà            | masia            |                                          | 42° 18′ 53″ N, 2° 42′ 08″ E / 42.3147730930538°N,2.70226282150292°E                |                                                      |                      | Modifica les dades a Wikidata |
|        | Can Garrofí           | Albanyà            | masia            |                                          | 42° 18′ 11″ N, 2° 39′ 14″ E / 42.3029563226272°N,2.65389799683684°E                |                                                      |                      | Modifica les dades a Wikidata |
|        | Can Llebre            | Albanyà            | masia            |                                          | 42° 17′ 17″ N, 2° 39′ 52″ E / 42.287965108443°N,2.66436296294882°E                 |                                                      |                      | Modifica les dades a Wikidata |
|        | Can Mas               | Albanyà            | masia            |                                          | 42° 18′ 26″ N, 2° 44′ 02″ E / 42.3071417456255°N,2.73396652270418°E                |                                                      |                      | Modifica les dades a Wikidata |
|        | Can Mindet            | Albanyà            | masia            |                                          | 42° 19′ 29″ N, 2° 41′ 17″ E / 42.3246601955433°N,2.68808920845052°E                |                                                      |                      | Modifica les dades a Wikidata |
|        | Can Padern            | Albanyà            | masia            |                                          | 42° 19′ 33″ N, 2° 39′ 02″ E / 42.325696910008°N,2.6505449395528°E                  |                                                      |                      | Modifica les dades a Wikidata |
|        | Can Perussa           | Albanyà            | masia            |                                          | 42° 17′ 23″ N, 2° 41′ 30″ E / 42.2898607004869°N,2.69154816055921°E                |                                                      |                      | Modifica les dades a Wikidata |
|        | Can Principi          | Albanyà            | masia            |                                          | 42° 19′ 10″ N, 2° 37′ 13″ E / 42.3193761059857°N,2.62024103153216°E                |                                                      |                      | Modifica les dades a Wikidata |
|        | Can Quel              | Albanyà            | masia            |                                          | 42° 19′ 41″ N, 2° 34′ 27″ E / 42.327985871099°N,2.57406780121915°E                 |                                                      |                      | Modifica les dades a Wikidata |
|        | Can Quel              | Albanyà            | masia            |                                          | 42° 19′ 41″ N, 2° 34′ 27″ E / 42.3279858260158°N,2.57405566430357°E                |                                                      |                      | Modifica les dades a Wikidata |
|        | Can Roquill           | Albanyà            | masia            |                                          | 42° 20′ 20″ N, 2° 43′ 12″ E / 42.338846385162°N,2.72009120360927°E                 |                                                      |                      | Modifica les dades a Wikidata |
|        | Can Ros               | Albanyà            | masia            |                                          | 42° 19′ 41″ N, 2° 35′ 14″ E / 42.3280517793164°N,2.58716343140344°E                |                                                      |                      | Modifica les dades a Wikidata |
|        | Can Sala              | Albanyà            | masia            | Estil: arquitectura popular              | 42° 18′ 42″ N, 2° 38′ 44″ E / 42.3116°N,2.64544°E                                  | bé integrant del patrimoni cultural català           |                      | Modifica les dades a Wikidata |
|        | Can Serrat            | Albanyà            | masia            |                                          | 42° 18′ 26″ N, 2° 39′ 51″ E / 42.307265025202°N,2.66424832416799°E                 |                                                      |                      | Modifica les dades a Wikidata |
|        | Can Surerols          | Albanyà            | masia            |                                          | 42° 17′ 35″ N, 2° 40′ 49″ E / 42.2929639504788°N,2.68026377727944°E                |                                                      |                      | Modifica les dades a Wikidata |
|        | Can Vim               | Albanyà            | masia            |                                          | 42° 17′ 34″ N, 2° 41′ 11″ E / 42.2926657529806°N,2.68642755419288°E                |                                                      |                      | Modifica les dades a Wikidata |
|        | Hostal de l'Arç       | Albanyà            | masia            | Estil: arquitectura popular              | 42° 17′ 34″ N, 2° 41′ 24″ E / 42.29284°N,2.690075°E                                | bé integrant del patrimoni cultural català           |                      | Modifica les dades a Wikidata |
|        | Hostal de la Muga     | Albanyà Ribelles   | masia            | Estil: arquitectura popular              | 42° 21′ 01″ N, 2° 35′ 58″ E / 42.3502°N,2.59941°E 722 msnm                         | bé integrant del patrimoni cultural català           | Hostal de la Muga    | Modifica les dades a Wikidata |
|        | Mas Clastés           | Albanyà            | masia            | Estil: arquitectura popular              | 42° 18′ 27″ N, 2° 44′ 03″ E / 42.3074°N,2.73404°E                                  | bé integrant del patrimoni cultural català           |                      | Modifica les dades a Wikidata |
|        | Mas Sobirà            | Albanyà Ribelles   | masia casa forta | Estil: arquitectura popular              | 42° 20′ 39″ N, 2° 35′ 38″ E / 42.3442°N,2.59387°E 849 msnm                         | bé d'interès cultural bé cultural d'interès nacional | Mas Sobirà (Albanyà) | Modifica les dades a Wikidata |
|        | Mas de Riumajor       | Albanyà            | masia            |                                          | 42° 22′ 02″ N, 2° 39′ 45″ E / 42.367160304254°N,2.662459869089°E 684 msnm          |                                                      | Mas de Riumajor      | Modifica les dades a Wikidata |
|        | Mas de l'Illa         | Albanyà            | masia            |                                          | 42° 18′ 22″ N, 2° 42′ 35″ E / 42.3060833636912°N,2.70976558441957°E                |                                                      |                      | Modifica les dades a Wikidata |
|        | Mas de l'Om           | Albanyà            | masia            |                                          | 42° 20′ 39″ N, 2° 33′ 41″ E / 42.3442842300332°N,2.56140467708763°E                |                                                      |                      | Modifica les dades a Wikidata |
|        | Mas dels Horts        | Albanyà            | masia            |                                          | 42° 21′ 36″ N, 2° 40′ 51″ E / 42.360007792145°N,2.6807130735965°E                  |                                                      |                      | Modifica les dades a Wikidata |
|        | Planells              | Albanyà            | masia            |                                          | 42° 16′ 45″ N, 2° 42′ 45″ E / 42.2792696694829°N,2.71244764920165°E                |                                                      |                      | Modifica les dades a Wikidata |
|        | Pòlit                 | Albanyà            | masia            |                                          | 42° 20′ 10″ N, 2° 33′ 25″ E / 42.336180983059°N,2.5570190209266°E                  |                                                      |                      | Modifica les dades a Wikidata |
|        | Terracoberta          | Albanyà            | masia            |                                          | 42° 20′ 19″ N, 2° 43′ 59″ E / 42.338527068356°N,2.7330201103073°E                  |                                                      |                      | Modifica les dades a Wikidata |
|        | can Coll de Pincaró   | Albanyà            | masia            | Estil: arquitectura popular 18th century | 42° 19′ 43″ N, 2° 40′ 33″ E / 42.32872°N,2.675895°E ca:Coll del Pincaró 597 msnm   | bé integrant del patrimoni cultural català           | Can Coll de Pincaró  | Modifica les dades a Wikidata |
|        | can Nou de Bassegoda  | Albanyà            | masia            | Estil: arquitectura popular              | 42° 18′ 42″ N, 2° 39′ 07″ E / 42.311698°N,2.652033°E ca:Camí de Bassegoda 769 msnm | bé integrant del patrimoni cultural català           | Can Nou de Bassegoda | Modifica les dades a Wikidata |
|        | el Bertran            | Albanyà Carbonills | masia            |                                          | 42° 19′ 50″ N, 2° 42′ 04″ E / 42.3305395693107°N,2.70099897800711°E                |                                                      |                      | Modifica les dades a Wikidata |
|        | el Bonegre            | Albanyà            | masia            |                                          | 42° 17′ 53″ N, 2° 40′ 44″ E / 42.298048714636°N,2.6789278552346°E                  |                                                      |                      | Modifica les dades a Wikidata |
|        | el Canes              | Albanyà            | masia            |                                          | 42° 19′ 06″ N, 2° 41′ 27″ E / 42.3182459642012°N,2.69072999048554°E                |                                                      |                      | Modifica les dades a Wikidata |
|        | el Carig              | Albanyà            | masia            | Estil: arquitectura popular              | 42° 17′ 20″ N, 2° 41′ 43″ E / 42.2888°N,2.69535°E                                  | bé integrant del patrimoni cultural català           |                      | Modifica les dades a Wikidata |
|        | el Casal              | Albanyà            | masia            |                                          | 42° 20′ 30″ N, 2° 35′ 10″ E / 42.3416292277307°N,2.58611557196248°E                |                                                      |                      | Modifica les dades a Wikidata |
|        | el Casalot            | Albanyà            | masia            |                                          | 42° 17′ 52″ N, 2° 41′ 06″ E / 42.2976961879934°N,2.68495895950569°E                |                                                      |                      | Modifica les dades a Wikidata |
|        | el Casot              | Albanyà            | masia            |                                          | 42° 15′ 21″ N, 2° 43′ 17″ E / 42.2559027285267°N,2.7214645302617°E                 |                                                      |                      | Modifica les dades a Wikidata |
|        | el Collell            | Albanyà            | masia            |                                          | 42° 18′ 33″ N, 2° 42′ 02″ E / 42.3092661613154°N,2.70066286753265°E                |                                                      |                      | Modifica les dades a Wikidata |
|        | el Colomer            | Albanyà            | masia            |                                          | 42° 20′ 08″ N, 2° 40′ 38″ E / 42.335681682783°N,2.677194577859°E                   |                                                      |                      | Modifica les dades a Wikidata |
|        | el Ferrers            | Albanyà            | masia            | Estil: arquitectura popular              | 42° 16′ 02″ N, 2° 43′ 37″ E / 42.2673°N,2.72691°E                                  | bé integrant del patrimoni cultural català           |                      | Modifica les dades a Wikidata |
|        | el Ginebre            | Albanyà            | masia            |                                          | 42° 19′ 04″ N, 2° 41′ 18″ E / 42.3177000493°N,2.6882081277535°E                    |                                                      |                      | Modifica les dades a Wikidata |
|        | el Girants de Baix    | Albanyà            | masia            |                                          | 42° 19′ 29″ N, 2° 36′ 03″ E / 42.3246151663527°N,2.60093664008004°E                |                                                      |                      | Modifica les dades a Wikidata |
|        | el Grau               | Albanyà            | masia            |                                          | 42° 20′ 04″ N, 2° 43′ 33″ E / 42.3343570956866°N,2.72579191240353°E                |                                                      |                      | Modifica les dades a Wikidata |
|        | el Guilar             | Albanyà            | masia            |                                          | 42° 20′ 23″ N, 2° 39′ 52″ E / 42.3397504602818°N,2.664342622433°E                  |                                                      |                      | Modifica les dades a Wikidata |
|        | el Masnou             | Albanyà            | masia            |                                          | 42° 18′ 12″ N, 2° 43′ 27″ E / 42.3034437810165°N,2.72404555468152°E                |                                                      |                      | Modifica les dades a Wikidata |
|        | el Mercader           | Albanyà            | masia            | Estat: ruïnós                            | 42° 19′ 21″ N, 2° 41′ 31″ E / 42.3223923642401°N,2.69205679818616°E 438 msnm       |                                                      |                      | Modifica les dades a Wikidata |
|        | el Mira               | Albanyà            | masia            |                                          | 42° 19′ 48″ N, 2° 41′ 02″ E / 42.3299621447537°N,2.68382698762089°E                |                                                      |                      | Modifica les dades a Wikidata |
|        | el Moixernó           | Albanyà            | masia            |                                          | 42° 20′ 15″ N, 2° 33′ 38″ E / 42.3375079142419°N,2.56043208981253°E                |                                                      |                      | Modifica les dades a Wikidata |
|        | el Net dels Xais      | Albanyà            | masia            |                                          | 42° 20′ 10″ N, 2° 41′ 00″ E / 42.3362108720436°N,2.6832737192342°E                 |                                                      |                      | Modifica les dades a Wikidata |
|        | el Puig               | Albanyà            | masia            |                                          | 42° 16′ 44″ N, 2° 40′ 52″ E / 42.27895433808°N,2.6811225909113°E                   |                                                      |                      | Modifica les dades a Wikidata |
|        | el Puigbalí           | Albanyà            | masia            |                                          | 42° 16′ 30″ N, 2° 43′ 18″ E / 42.2749966053194°N,2.72173215254911°E                |                                                      |                      | Modifica les dades a Wikidata |
|        | el Refugi             | Albanyà            | masia            |                                          | 42° 15′ 30″ N, 2° 42′ 26″ E / 42.2582811758167°N,2.70731764148611°E                |                                                      |                      | Modifica les dades a Wikidata |
|        | el Rodet              | Albanyà            | masia            |                                          | 42° 18′ 27″ N, 2° 41′ 47″ E / 42.3074534972632°N,2.69631560419647°E                |                                                      |                      | Modifica les dades a Wikidata |
|        | el Serrat dels Pins   | Albanyà            | masia            |                                          | 42° 17′ 26″ N, 2° 41′ 22″ E / 42.2904494712559°N,2.68945892354193°E                |                                                      |                      | Modifica les dades a Wikidata |
|        | el Soler              | Albanyà            | masia            | Estil: arquitectura popular              | 42° 15′ 58″ N, 2° 43′ 26″ E / 42.266161°N,2.72378°E                                | bé integrant del patrimoni cultural català           |                      | Modifica les dades a Wikidata |
|        | el Solà d'en Coll     | Albanyà            | masia            |                                          | 42° 18′ 40″ N, 2° 42′ 57″ E / 42.3111056613434°N,2.71570030291265°E                |                                                      |                      | Modifica les dades a Wikidata |
|        | el Solà d'en Parada   | Albanyà            | masia            |                                          | 42° 18′ 42″ N, 2° 41′ 30″ E / 42.3117280416864°N,2.69167196012074°E                |                                                      |                      | Modifica les dades a Wikidata |
|        | el Taquinell          | Albanyà            | masia            |                                          | 42° 20′ 13″ N, 2° 41′ 45″ E / 42.3368662367648°N,2.6958099579257°E                 |                                                      |                      | Modifica les dades a Wikidata |
|        | els Girants de Dalt   | Albanyà            | masia            |                                          | 42° 19′ 26″ N, 2° 36′ 51″ E / 42.3240117670447°N,2.61409637677897°E                |                                                      |                      | Modifica les dades a Wikidata |
|        | els Grèvols           | Albanyà            | masia            |                                          | 42° 18′ 19″ N, 2° 43′ 03″ E / 42.3053911836637°N,2.71749741862398°E                |                                                      |                      | Modifica les dades a Wikidata |
|        | els Torrents          | Albanyà            | masia            |                                          | 42° 20′ 25″ N, 2° 37′ 37″ E / 42.3403828425213°N,2.62708278503297°E                |                                                      |                      | Modifica les dades a Wikidata |
|        | els Trulls            | Albanyà            | masia            |                                          | 42° 16′ 43″ N, 2° 40′ 15″ E / 42.2785364767678°N,2.67087708783374°E                |                                                      |                      | Modifica les dades a Wikidata |
|        | l'Ermedà              | Albanyà            | masia            |                                          | 42° 17′ 30″ N, 2° 40′ 40″ E / 42.2916148481996°N,2.6776989881944°E                 |                                                      |                      | Modifica les dades a Wikidata |
|        | l'Olivera             | Albanyà            | masia            |                                          | 42° 17′ 20″ N, 2° 42′ 08″ E / 42.2888801997013°N,2.70221497270536°E                |                                                      |                      | Modifica les dades a Wikidata |
|        | la Boixeda            | Albanyà            | masia            |                                          | 42° 18′ 20″ N, 2° 43′ 04″ E / 42.3056530469956°N,2.71777530562611°E                |                                                      |                      | Modifica les dades a Wikidata |
|        | la Cabanya            | Albanyà            | masia            |                                          | 42° 20′ 38″ N, 2° 34′ 01″ E / 42.3438189549425°N,2.56694387117975°E                |                                                      |                      | Modifica les dades a Wikidata |
|        | la Cadavall           | Albanyà            | masia            |                                          | 42° 20′ 06″ N, 2° 40′ 21″ E / 42.3350547039022°N,2.67245189611925°E                |                                                      |                      | Modifica les dades a Wikidata |
|        | la Canova             | Albanyà            | masia            |                                          | 42° 18′ 22″ N, 2° 43′ 26″ E / 42.3061450801198°N,2.72381536261508°E                |                                                      |                      | Modifica les dades a Wikidata |
|        | la Clapera            | Albanyà            | masia            |                                          | 42° 17′ 05″ N, 2° 43′ 00″ E / 42.2848096574303°N,2.71653417004986°E                |                                                      |                      | Modifica les dades a Wikidata |
|        | la Coma del Ferrer    | Albanyà            | masia            |                                          | 42° 19′ 25″ N, 2° 38′ 38″ E / 42.3236487096289°N,2.64384489654454°E                |                                                      |                      | Modifica les dades a Wikidata |
|        | la Comella            | Albanyà            | masia            |                                          | 42° 19′ 58″ N, 2° 36′ 20″ E / 42.3326827641976°N,2.60559523624151°E                |                                                      |                      | Modifica les dades a Wikidata |
|        | la Costa              | Albanyà            | masia            |                                          | 42° 18′ 10″ N, 2° 43′ 05″ E / 42.3028168184787°N,2.71806701811228°E                |                                                      |                      | Modifica les dades a Wikidata |
|        | la Costa Llempa       | Albanyà            | masia            |                                          | 42° 19′ 27″ N, 2° 40′ 09″ E / 42.324066878341°N,2.66919563959801°E                 |                                                      |                      | Modifica les dades a Wikidata |
|        | la Figa               | Albanyà            | masia            |                                          | 42° 20′ 15″ N, 2° 41′ 15″ E / 42.3375910769863°N,2.68738194168062°E                |                                                      |                      | Modifica les dades a Wikidata |
|        | la Fiola              | Albanyà            | masia            |                                          | 42° 21′ 26″ N, 2° 41′ 17″ E / 42.357326085019°N,2.688012308594°E                   |                                                      |                      | Modifica les dades a Wikidata |
|        | la Menera             | Albanyà            | masia            |                                          | 42° 18′ 10″ N, 2° 38′ 42″ E / 42.302857052798°N,2.64499335726914°E                 |                                                      |                      | Modifica les dades a Wikidata |
|        | la Molina             | Albanyà            | masia            |                                          | 42° 18′ 59″ N, 2° 42′ 12″ E / 42.3164242815747°N,2.70344426957236°E                |                                                      |                      | Modifica les dades a Wikidata |
|        | la Paia               | Albanyà            | masia            |                                          | 42° 20′ 58″ N, 2° 36′ 14″ E / 42.3493472324557°N,2.60390055907665°E                |                                                      |                      | Modifica les dades a Wikidata |
|        | la Parada             | Albanyà            | masia            |                                          | 42° 18′ 02″ N, 2° 42′ 19″ E / 42.300633630088°N,2.7052769558424°E                  |                                                      |                      | Modifica les dades a Wikidata |
|        | la Pardella           | Albanyà            | masia            |                                          | 42° 20′ 56″ N, 2° 40′ 52″ E / 42.3489482892724°N,2.68102435450646°E                |                                                      |                      | Modifica les dades a Wikidata |
|        | la Pineda             | Albanyà            | masia            |                                          | 42° 20′ 34″ N, 2° 39′ 04″ E / 42.3426559129288°N,2.65109451139054°E                |                                                      |                      | Modifica les dades a Wikidata |
|        | la Pineda             | Albanyà            | masia            |                                          | 42° 20′ 33″ N, 2° 39′ 03″ E / 42.3425°N,2.650833333333334°E 536 msnm               |                                                      |                      | Modifica les dades a Wikidata |
|        | la Roca               | Albanyà            | masia            |                                          | 42° 17′ 15″ N, 2° 41′ 05″ E / 42.2874465466113°N,2.68474318783414°E                |                                                      |                      | Modifica les dades a Wikidata |
|        | la Trilla             | Albanyà Carbonills | masia            |                                          | 42° 20′ 41″ N, 2° 43′ 01″ E / 42.3446928791933°N,2.71704229786211°E                |                                                      |                      | Modifica les dades a Wikidata |
|        | les Arcades           | Albanyà            | masia            |                                          | 42° 17′ 38″ N, 2° 41′ 59″ E / 42.2938538268689°N,2.69960770893893°E                |                                                      |                      | Modifica les dades a Wikidata |

## molí d'aigua
| imatge | Nom                 | Ubicat a | instància de | Detalls | coordenades                                                         | Protecció | Commons (més fotos) | Dades a WD                    |
| ------ | ------------------- | -------- | ------------ | ------- | ------------------------------------------------------------------- | --------- | ------------------- | ----------------------------- |
|        | Molí d'en Casamort  | Albanyà  | molí d'aigua |         | 42° 20′ 10″ N, 2° 34′ 20″ E / 42.33623731696°N,2.57214274692759°E   |           |                     | Modifica les dades a Wikidata |
|        | Molí d'en Figa      | Albanyà  | molí d'aigua |         | 42° 20′ 16″ N, 2° 41′ 32″ E / 42.3377390090274°N,2.69212760101863°E |           |                     | Modifica les dades a Wikidata |
|        | Molí d'en Fàbrega   | Albanyà  | molí d'aigua |         | 42° 20′ 11″ N, 2° 41′ 44″ E / 42.3363032°N,2.6955987°E              |           |                     | Modifica les dades a Wikidata |
|        | Molí d'en Gorgot    | Albanyà  | molí d'aigua |         | 42° 18′ 15″ N, 2° 43′ 38″ E / 42.304290074873°N,2.7270985290399°E   |           |                     | Modifica les dades a Wikidata |
|        | Molí d'en Morató    | Albanyà  | molí d'aigua |         | 42° 19′ 52″ N, 2° 34′ 21″ E / 42.3311684491389°N,2.57256551352712°E |           |                     | Modifica les dades a Wikidata |
|        | Molí d'en Parada    | Albanyà  | molí d'aigua |         | 42° 18′ 32″ N, 2° 41′ 35″ E / 42.3089219950784°N,2.69311741614204°E |           |                     | Modifica les dades a Wikidata |
|        | Molí de Can Xomba   | Albanyà  | molí d'aigua |         | 42° 18′ 35″ N, 2° 41′ 08″ E / 42.3097387796282°N,2.68544493227426°E |           |                     | Modifica les dades a Wikidata |
|        | Molí de l'Afrau     | Albanyà  | molí d'aigua |         | 42° 20′ 28″ N, 2° 39′ 57″ E / 42.3410697295946°N,2.66584093431643°E |           |                     | Modifica les dades a Wikidata |
|        | el Molí de Riumajor | Albanyà  | molí d'aigua |         | 42° 22′ 02″ N, 2° 39′ 39″ E / 42.3672809147639°N,2.66088056806528°E |           |                     | Modifica les dades a Wikidata |

## muntanya
| imatge | Nom                     | Ubicat a                        | instància de | Detalls | coordenades | Protecció | Commons (més fotos)            | Dades a WD                    |
| ------ | ----------------------- | ------------------------------- | ------------ | ------- | --- | --------- | ------------------------------ | ----------------------------- |
|        | Castell de Bac Grillera | Maçanet de Cabrenys Albanyà     | muntanya     |         | 42° 21′ 36″ N, 2° 42′ 14″ E / 42.360085894321664°N,2.703843712806702°E                                              |           |                                | Modifica les dades a Wikidata |
|        | Pic dels Moros          | Albanyà Sales de Llierca        | muntanya     |         | 42° 17′ 51″ N, 2° 38′ 48″ E / 42.29751944°N,2.64652778°E 954.5 msnm                                                 |           |                                | Modifica les dades a Wikidata |
|        | Puig Caçador            | Albanyà Beuda                   | muntanya     |         | 42° 16′ 02″ N, 2° 42′ 31″ E / 42.2672°N,2.7087°E 1055.9 msnm                                                        |           |                                | Modifica les dades a Wikidata |
|        | Puig Denou              | Albanyà                         | muntanya     |         | 42° 18′ 08″ N, 2° 42′ 05″ E / 42.3021°N,2.70135°E 511.7 msnm                                                        |           |                                | Modifica les dades a Wikidata |
|        | Puig Escaleró           | Albanyà                         | muntanya     |         | 42° 19′ 08″ N, 2° 39′ 09″ E / 42.31882528°N,2.65262417°E 1166.9 msnm                                                |           |                                | Modifica les dades a Wikidata |
|        | Puig Falcó              | Albanyà Maçanet de Cabrenys     | muntanya     |         | 42° 22′ 31″ N, 2° 40′ 02″ E / 42.37529°N,2.667094°E 1097 msnm                                                       |           | Puig Falcó                     | Modifica les dades a Wikidata |
|        | Puig Salarsa            | Albanyà                         | muntanya     |         | 42° 19′ 48″ N, 2° 37′ 27″ E / 42.3299°N,2.62412°E 1153.9 msnm                                                       |           |                                | Modifica les dades a Wikidata |
|        | Puig Sanoguera          | Albanyà Montagut i Oix          | muntanya     |         | 42° 19′ 15″ N, 2° 34′ 35″ E / 42.32097222°N,2.5763°E 1029 msnm                                                      |           |                                | Modifica les dades a Wikidata |
|        | Puig d'Albanyà          | Albanyà Cabanelles              | muntanya     |         | 42° 17′ 56″ N, 2° 43′ 36″ E / 42.29889444°N,2.72675833°E 524.2 msnm                                                 |           |                                | Modifica les dades a Wikidata |
|        | Puig d'Espinavell       | Albanyà Montagut i Oix          | muntanya     |         | 42° 18′ 18″ N, 2° 37′ 54″ E / 42.305025°N,2.63176389°E 1060.1 msnm                                                  |           |                                | Modifica les dades a Wikidata |
|        | Puig de Bassegoda       | Albanyà Montagut i Oix          | muntanya     |         | 42° 18′ 46″ N, 2° 37′ 51″ E / 42.3127998427°N,2.63072820832°E 1373 msnm                                             |           | Puig de Bassegoda              | Modifica les dades a Wikidata |
|        | Puig de Malveí          | Albanyà Beuda                   | muntanya     |         | 42° 15′ 45″ N, 2° 41′ 09″ E / 42.26238889°N,2.68575583°E 1024 msnm                                                  |           |                                | Modifica les dades a Wikidata |
|        | Puig de Mussols         | Albanyà                         | muntanya     |         | 42° 19′ 10″ N, 2° 40′ 21″ E / 42.3195°N,2.67255°E 935.5 msnm                                                        |           |                                | Modifica les dades a Wikidata |
|        | Puig de Sant Bernabé    | Albanyà                         | muntanya     |         | 42° 19′ 45″ N, 2° 38′ 17″ E / 42.32906611°N,2.63800833°E 1166.7 msnm                                                |           |                                | Modifica les dades a Wikidata |
|        | Puig de Sant Feliu      | Albanyà                         | muntanya     |         | 42° 20′ 07″ N, 2° 43′ 09″ E / 42.3354°N,2.71912°E 721 msnm                                                          |           |                                | Modifica les dades a Wikidata |
|        | Puig de Sant Marc       | Albanyà Montagut i Oix          | muntanya     |         | 42° 19′ 04″ N, 2° 33′ 44″ E / 42.31768028°N,2.56213056°E 1327 msnm                                                  |           |                                | Modifica les dades a Wikidata |
|        | Puig de Torroella       | Albanyà Beuda                   | muntanya     |         | 42° 16′ 08″ N, 2° 42′ 18″ E / 42.26899139°N,2.70497778°E 42° 16′ 08″ N, 2° 42′ 18″ E / 42.269°N,2.705°E 1056.2 msnm |           |                                | Modifica les dades a Wikidata |
|        | Puig de la Canova       | Albanyà                         | muntanya     |         | 42° 18′ 25″ N, 2° 43′ 09″ E / 42.307°N,2.71928°E 327 msnm                                                           |           |                                | Modifica les dades a Wikidata |
|        | Puig de la Comella      | Albanyà                         | muntanya     |         | 42° 20′ 10″ N, 2° 36′ 19″ E / 42.33620556°N,2.60527778°E 842.1 msnm                                                 |           |                                | Modifica les dades a Wikidata |
|        | Puig de la Fiola        | Albanyà                         | muntanya     |         | 42° 21′ 00″ N, 2° 41′ 16″ E / 42.35°N,2.68788°E 828 msnm                                                            |           |                                | Modifica les dades a Wikidata |
|        | Puig de la Gavarra      | Albanyà Maçanet de Cabrenys     | muntanya     |         | 42° 21′ 39″ N, 2° 41′ 49″ E / 42.3607261639°N,2.69684853147°E 1057 msnm                                             |           |                                | Modifica les dades a Wikidata |
|        | Puig de la Llibertat    | Albanyà                         | muntanya     |         | 42° 21′ 22″ N, 2° 33′ 41″ E / 42.356°N,2.56147°E 1289.4 msnm                                                        |           |                                | Modifica les dades a Wikidata |
|        | Puig de la Pòpia        | Albanyà                         | muntanya     |         | 42° 18′ 40″ N, 2° 42′ 33″ E / 42.31124444°N,2.70926667°E 409.7 msnm                                                 |           |                                | Modifica les dades a Wikidata |
|        | Puig de la Serreta      | Albanyà                         | muntanya     |         | 42° 20′ 40″ N, 2° 36′ 04″ E / 42.3444°N,2.60109°E 921.6 msnm                                                        |           |                                | Modifica les dades a Wikidata |
|        | Puig de la Trilla       | Albanyà                         | muntanya     |         | 42° 20′ 29″ N, 2° 42′ 57″ E / 42.34142778°N,2.71584722°E 800.6 msnm                                                 |           |                                | Modifica les dades a Wikidata |
|        | Puig de les Bruixes     | Montagut i Oix Albanyà          | muntanya     |         | 42° 19′ 28″ N, 2° 33′ 20″ E / 42.3244930629°N,2.55549817266°E 1391 msnm                                             |           | Puig de les Bruixes (Garrotxa) | Modifica les dades a Wikidata |
|        | Puig del Casso          | Albanyà                         | muntanya     |         | 42° 20′ 44″ N, 2° 35′ 04″ E / 42.34563333°N,2.58441639°E 1187 msnm                                                  |           |                                | Modifica les dades a Wikidata |
|        | Puig del Mercader       | Albanyà                         | muntanya     |         | 42° 19′ 26″ N, 2° 41′ 49″ E / 42.32378611°N,2.696925°E 558.4 msnm                                                   |           |                                | Modifica les dades a Wikidata |
|        | Puig dels Boixos        | Albanyà                         | muntanya     |         | 42° 17′ 19″ N, 2° 40′ 12″ E / 42.28861667°N,2.67012222°E 788.1 msnm                                                 |           |                                | Modifica les dades a Wikidata |
|        | Puig dels Moros         | Albanyà                         | muntanya     |         | 42° 19′ 07″ N, 2° 40′ 10″ E / 42.3187°N,2.6695°E 966.5 msnm                                                         |           |                                | Modifica les dades a Wikidata |
|        | Roca Alta               | Albanyà Sant Llorenç de la Muga | muntanya     |         | 42° 19′ 42″ N, 2° 42′ 35″ E / 42.3284°N,2.70978°E 507.6 msnm                                                        |           |                                | Modifica les dades a Wikidata |
|        | Tossa d'Espinau         | Albanyà Beuda                   | muntanya     |         | 42° 16′ 24″ N, 2° 41′ 34″ E / 42.273432°N,2.69285°E 1087 msnm                                                       |           |                                | Modifica les dades a Wikidata |
|        | el Mont                 | Albanyà                         | muntanya     |         | 42° 15′ 32″ N, 2° 42′ 23″ E / 42.2588459605°N,2.70629661635°E 1125 msnm                                             |           | Serra del Mont                 | Modifica les dades a Wikidata |
|        | la Creu de Ferro        | Albanyà                         | muntanya     |         | 42° 20′ 21″ N, 2° 35′ 22″ E / 42.3392°N,2.58932°E 1024.5 msnm                                                       |           |                                | Modifica les dades a Wikidata |
|        | puig de Rovirós         | Albanyà Maçanet de Cabrenys     | muntanya     |         | 42° 20′ 52″ N, 2° 43′ 27″ E / 42.34766667°N,2.72428611°E 700.3 msnm                                                 |           |                                | Modifica les dades a Wikidata |

## pont
| imatge | Nom                        | Ubicat a | instància de | Detalls                                         | coordenades                                                         | Protecció                                  | Commons (més fotos)        | Dades a WD                    |
| ------ | -------------------------- | -------- | ------------ | ----------------------------------------------- | ------------------------------------------------------------------- | ------------------------------------------ | -------------------------- | ----------------------------- |
|        | Pas del Bou                | Albanyà  | pont         |                                                 | 42° 20′ 19″ N, 2° 38′ 00″ E / 42.3385833372292°N,2.63319946855141°E |                                            |                            | Modifica les dades a Wikidata |
|        | Pont d'Albanyà             | Albanyà  | pont         | Travessa: Muga                                  | 42° 18′ 22″ N, 2° 43′ 00″ E / 42.306109844128°N,2.71675409040123°E  |                                            |                            | Modifica les dades a Wikidata |
|        | Pont de la Canova          | Albanyà  | pont         |                                                 | 42° 18′ 21″ N, 2° 43′ 22″ E / 42.3058450683806°N,2.72265190748153°E |                                            |                            | Modifica les dades a Wikidata |
|        | Pont del Molí d'en Bertran | Albanyà  | pont         | Estil: arquitectura popular 1891 Travessa: Muga | 42° 19′ 45″ N, 2° 42′ 02″ E / 42.3291°N,2.70061°E 302 msnm          | bé integrant del patrimoni cultural català | Pont del Molí d'en Bertran | Modifica les dades a Wikidata |
|        | Pont del Rodet             | Albanyà  | pont         |                                                 | 42° 18′ 24″ N, 2° 41′ 46″ E / 42.3065796526237°N,2.69622273924359°E |                                            |                            | Modifica les dades a Wikidata |
|        | Pont dels Tres Ulls        | Albanyà  | pont         |                                                 | 42° 18′ 20″ N, 2° 43′ 42″ E / 42.305525665383°N,2.72842858085373°E  |                                            |                            | Modifica les dades a Wikidata |
|        | el Pont Nou                | Albanyà  | pont         |                                                 | 42° 18′ 26″ N, 2° 42′ 19″ E / 42.3072964271585°N,2.7051493728786°E  |                                            |                            | Modifica les dades a Wikidata |

## serra
| imatge | Nom                     | Ubicat a                        | instància de | Detalls | coordenades                                                          | Protecció | Commons (més fotos) | Dades a WD                    |
| ------ | ----------------------- | ------------------------------- | ------------ | ------- | -------------------------------------------------------------------- | --------- | ------------------- | ----------------------------- |
|        | Serra Llobera           | Serrallonga Albanyà             | serra        |         | 42° 21′ 28″ N, 2° 34′ 28″ E / 42.35777222°N,2.57456667°E 1282.3 msnm |           |                     | Modifica les dades a Wikidata |
|        | Serra Mitjana (Albanyà) | Albanyà                         | serra        |         | 42° 20′ 20″ N, 2° 44′ 23″ E / 42.33899722°N,2.73968889°E 464.4 msnm  |           |                     | Modifica les dades a Wikidata |
|        | Serra de les Soques     | Albanyà la Menera               | serra        |         | 42° 21′ 17″ N, 2° 33′ 30″ E / 42.3547°N,2.55825°E 1289.4 msnm        |           |                     | Modifica les dades a Wikidata |
|        | serra de Bac Grillera   | Albanyà Maçanet de Cabrenys     | serra        |         | 42° 21′ 36″ N, 2° 41′ 59″ E / 42.36004167°N,2.69975°E 1056.9 msnm    |           |                     | Modifica les dades a Wikidata |
|        | serra de Banyadors      | Albanyà                         | serra        |         | 42° 19′ 26″ N, 2° 37′ 05″ E / 42.3239°N,2.61807°E 1132.6 msnm        |           |                     | Modifica les dades a Wikidata |
|        | serra de Corsavell      | Albanyà                         | serra        |         | 42° 19′ 08″ N, 2° 39′ 33″ E / 42.31898944°N,2.65928333°E 1175.9 msnm |           |                     | Modifica les dades a Wikidata |
|        | serra de Ferrerós       | Albanyà Sant Llorenç de la Muga | serra        |         | 42° 19′ 10″ N, 2° 43′ 27″ E / 42.3195°N,2.72418°E 636.3 msnm         |           |                     | Modifica les dades a Wikidata |
|        | serra de les Borregues  | Albanyà                         | serra        |         | 42° 20′ 48″ N, 2° 34′ 11″ E / 42.3468°N,2.56976°E 1226.2 msnm        |           |                     | Modifica les dades a Wikidata |
|        | serrat del Bac          | Albanyà                         | serra        |         | 42° 20′ 24″ N, 2° 33′ 45″ E / 42.3401°N,2.56263°E 1164.7 msnm        |           |                     | Modifica les dades a Wikidata |

## Misc
| imatge | Nom                                      | Ubicat a                                                  | instància de                                            | Detalls                                                                             | coordenades                                                                                              | Protecció                                            | Commons (més fotos)      | Dades a WD                    |
| ------ | ---------------------------------------- | --------------------------------------------------------- | ------------------------------------------------------- | ----------------------------------------------------------------------------------- | --- | ---------------------------------------------------- | ------------------------ | ----------------------------- |
|        | Casa al costat de Sant Andreu de Llorona | Albanyà                                                   | casa                                                    | Estil: arquitectura popular                                                         | 42° 17′ 39″ N, 2° 41′ 14″ E / 42.29408°N,2.687339°E                                                      | bé integrant del patrimoni cultural català           |                          | Modifica les dades a Wikidata |
|        | Collada dels Maçaners                    | Serrallonga Albanyà                                       | port de muntanya                                        |                                                                                     | 42° 21′ 26″ N, 2° 35′ 08″ E / 42.357325°N,2.585469°E 1108.1 msnm                                         |                                                      |                          | Modifica les dades a Wikidata |
|        | Mare Déu del Mont                        | Albanyà                                                   | vèrtex geodèsic                                         |                                                                                     | 42° 15′ 31″ N, 2° 42′ 24″ E / 42.258584°N,2.706602°E 1123.516 msnm                                       |                                                      |                          | Modifica les dades a Wikidata |
|        | Mines de Can Menera                      | Albanyà                                                   | mina                                                    |                                                                                     | 42° 18′ 06″ N, 2° 38′ 53″ E / 42.3018°N,2.64801°E                                                        |                                                      | Mines de Can Menera      | Modifica les dades a Wikidata |
|        | Monument a Mossèn Cinto Verdaguer        | Albanyà                                                   | monument                                                |                                                                                     | 42° 15′ 32″ N, 2° 42′ 23″ E / 42.25885009765625°N,2.706480026245117°E ca:Al costat del Santuari del Mont |                                                      |                          | Modifica les dades a Wikidata |
|        | Pedrera de Can Mas                       | Albanyà                                                   | pedrera                                                 |                                                                                     | 42° 18′ 42″ N, 2° 43′ 49″ E / 42.3115281526514°N,2.7302835604726°E                                       |                                                      |                          | Modifica les dades a Wikidata |
|        | Portal d'Albanyà                         | Albanyà                                                   | porta de ciutat                                         | Estil: arquitectura popular                                                         | 42° 18′ 15″ N, 2° 43′ 13″ E / 42.304166666667°N,2.7202777777778°E ca:Carrer Sant Llorenç                 | bé d'interès cultural bé cultural d'interès nacional | Portal d'Albanyà         | Modifica les dades a Wikidata |
|        | Torre de Corsavell                       | Albanyà                                                   | casa forta                                              | Estil: arquitectura popular                                                         | 42° 18′ 46″ N, 2° 39′ 53″ E / 42.3127°N,2.66473°E ca:Al costat de l'església de Corsavell                | bé d'interès cultural bé cultural d'interès nacional | Torre de Corsavell       | Modifica les dades a Wikidata |
|        | casa consistorial d'Albanyà              | Albanyà                                                   | casa consistorial                                       |                                                                                     | 42° 18′ 21″ N, 2° 43′ 18″ E / 42.3058676°N,2.7215346°E                                                   |                                                      |                          | Modifica les dades a Wikidata |
|        | cista del Coll de la Creu del Principi   | Albanyà                                                   | cista                                                   |                                                                                     | 42° 17′ 18″ N, 2° 41′ 33″ E / 42.288413°N,2.692565°E                                                     |                                                      |                          | Modifica les dades a Wikidata |
|        | cova d'en Massot                         | Albanyà                                                   | cova                                                    |                                                                                     | 42° 19′ 44″ N, 2° 36′ 49″ E / 42.3289816610618°N,2.61365332783609°E                                      |                                                      |                          | Modifica les dades a Wikidata |
|        | creu del Carig                           | Albanyà                                                   | creu de terme                                           |                                                                                     | 42° 17′ 19″ N, 2° 41′ 34″ E / 42.288556°N,2.69273°E 750 msnm                                             |                                                      |                          | Modifica les dades a Wikidata |
|        | els Horts                                | Albanyà                                                   | nucli de població ens local històric de Catalunya       |                                                                                     | 42° 21′ 33″ N, 2° 40′ 33″ E / 42.359093575739°N,2.675860460379°E                                         |                                                      |                          | Modifica les dades a Wikidata |
|        | massís de les Salines                    | Maçanet de Cabrenys Agullana la Jonquera la Vajol Albanyà | àrea protegida serralada Pla d'Espais d'Interès Natural | 1992 Superfície: 4875.42384ha                                                       | 42° 24′ N, 2° 47′ E / 42.4°N,2.78°E                                                                      |                                                      | Massís de les Salines    | Modifica les dades a Wikidata |
|        | roure dels Capellans                     | Albanyà                                                   | arbre singular                                          | Taxon: roure martinenc (Quercus pubescens) Ample: 21.3m Alt: 15.5m Perímetre: 6.23m | 42° 16′ 53″ N, 2° 41′ 40″ E / 42.28144°N,2.69438°E ca:Font del Bac, Lliurona 745 msnm                    | arbre monumental                                     | Roure de la Font del Bac | Modifica les dades a Wikidata |